# 전망 좋은 방 (영화)
《전망 좋은 방》(영어: A Room with a View)은 1985년 제작된 영국의 드라마 영화이다. 제임스 아이보리가 감독을, 루스 프라워 자브발라가 각본을 맡았다. E. M. 포스터가 쓴 동명의 소설이 이 영화의 원작이다. 1986년 영국 아카데미상 작품상 수상작이다.

## 줄거리
1907년, 젊은 영국 여성 루시 허니처치는 사촌 샬럿과 함께 이탈리아 피렌체로 여행을 떠난다. 숙소에 도착한 루시와 샬럿은 약속과 달리 강이 보이지 않는 방에 실망하지만, 우연히 만난 에머슨 부자와 방을 바꿔 묵게 된다. 다음 날, 루시는 거리에서 살인 사건을 목격하고 실신하지만 조지 에머슨의 도움으로 안정을 찾는다. 이후 교외 여행에서 조지는 루시에게 갑작스럽게 키스하고, 샬럿은 이 일을 비밀로 하라고 루시에게 강요하며 급하게 여행을 마무리한다.
영국으로 돌아온 루시는 어머니에게 이탈리아에서의 일을 숨긴 채 냉정하고 속물적인 세실 바이스와 약혼한다. 그러던 중, 에머슨 부자가 마을 근처로 이사 오고 주말마다 조지가 방문하면서 루시의 감정은 혼란스러워진다. 세실은 루시에게 어색하게 키스하고, 루시는 조지와 키스했던 순간을 떠올린다. 한편, 루시의 동생 프레디는 조지와 친해지고, 그들은 함께 테니스를 치며 즐거운 시간을 보낸다. 어느 날 세실이 읽어주는 소설 속 내용이 루시와 조지가 키스했던 순간과 똑같다는 것을 알아차리고, 조지는 다시 한번 루시에게 격정적인 키스를 한다. 루시는 샬럿이 그 이야기를 소설 작가에게 말해준 사실을 알게 되고 조지를 떠나라고 하지만, 조지는 세실이 루시를 소유물로만 생각한다고 말하며 진심을 드러낸다. 결국 루시는 세실과 파혼하고 자신의 감정을 찾기 위한 여행을 떠나기로 한다.
루시가 떠나기 전, 조지의 아버지 에머슨 씨를 만나게 되고, 루시는 자신이 조지를 사랑하고 있다는 것을 깨닫는다. 결국 루시는 조지와 결혼하고, 그들이 처음 만났던 피렌체 숙소에서 신혼여행을 보내며, 피렌체의 아름다운 전경을 바라보며 행복한 시간을 보낸다.

## 출연

### 주연
- 매기 스미스
- 헬레나 본햄 카터
- 덴홈 엘리어트
- 줄리안 샌즈
- 사이먼 캘로우
- 패트릭 갓프레이
- 주디 덴치
- 파비아 드레이크
- 조안 헨리
- 아만다 워커

### 조연
- 다니엘 데이 루이스
- 마리아 브리트네바
- 로즈매리 리치
- 루퍼트 그레이브즈

## 기타
- 원작자: E.M. 포스터
- 협력프로듀서: 폴 브래들리
- 미술: 지아니 콰란타
- 미술: 브라이언 아크랜드 스노우
- 의상: 제니 비번
- 의상: 존 브라이트

## 같이 보기
- 베데커